# Марченко Юрій Леонідович
Юрій Леонідович Марченко (7 червня, Київ) — український шоумен, телеведучий, журналіст. Головний редактор видання Platfor.ma. Автор книги «Буде тобі наука: українські вчені, що змінюють світ», у якій зібрані історії сучасних науковців родом із України. Ведучий «Вечірнього шоу з Юрієм Марченком» на Суспільному телебаченні.

## Життєпис
Народився в Києві у родині чиновників[джерело?].
До 2006 року працював у Верховній Раді помічником-консультантом народного депутата Василя Хари (КПУ, Партія регіонів).
2005 — став літературним редактором щоденного видання «Коммерсантъ-Украина»[джерело?]. Пройшов у цьому виданні шлях до заступника головного редактора–керівника неділового блоку. 2014 року газету було закрито через розбіжності з керівництвом материнського російського видавничого дому в поглядах на анексію Криму Росією[джерело?].
2014-го став головним редактором незалежного інтернет-журналу Platfor.ma, який пише про культуру, соціум та інновації у різноманітних сферах[джерело?].
Колумніст і автор видань Esquire, Playboy, «Новое время», Colta та багатьох інших.
Співпрацює з радіо Аристократи, де з 2014 року вів кілька шоу, зокрема, «Кошмарченко», в якому гості мали розповідати про конфузні моменти з життя. В програмі «Груповий екс» разом з Дмитром Шельпуком та слухачами говорив про любов, а в програмі «Ай Лайк Ю» — про цифровий світ. Юрій також один сезон був співведучим ранкового шоу.
Веде передачу про різні країни світу «Дикі мандри» на Радіо НВ.
Член наглядової ради журналістської премії PRESSZVANIE[джерело?].

## Вечірнє шоу
З 1 червня 2018-го разом з Істаном Розумним веде «Вечірнє шоу з Юрієм Марченком» на першому каналі. В першому сезоні передачі, зробленій за західним форматом late night show, 12 випусків. Серед гостей — міністр інфраструктури Володимир Омелян, ресторатор і політик Сергій Гусовський, гурт Dakh Daughters, Мустафа Найєм та інші відомі люди. Проект виходить за підтримки USAID та Internews.

## Сім'я
- Батьки — Леонід та Юлія Марченко.
- Має старшого брата Романа.

## Освіта
Закінчив школу № 92, згодом НПУ ім. Драгоманова і курс «Журналістика цифрового майбутнього» при Києво-Могилянській академії.

## Інше
Підкорив найвищу гору Європи — Ельбрус.